# Giacomo Gianora
Giacomo Gianora (Brescia, 13 novembre 1905 – Brescia, 15 maggio 1969) è stato un calciatore italiano, di ruolo portiere.

## Carriera
Ha militato in massima serie con la maglia del Brescia, nell'unica partita disputata il 26 febbraio 1928 in Brescia-Pro Vercelli (2-1). Con le rondinelle bresciane dal 1926 al 1928 ha disputato 11 partite di Coppa Coni, subendo 26 reti. In seguito gioca 27 partite in Serie B con l'Atalanta, con cui rimane in rosa anche per un'ulteriore stagione in Serie A, nella quale però non raccoglie presenze.